# Европейски филмови награди
Европейските филмови награди са най-престижните европейски филмови награди. В много отношения подобни на Наградите на американската филмова академия, Европейските филмови награди се раздават от Европейската филмова академия. 
Те са само за европейско кино и европейски продуценти и актьори. Много популярни след създаването им през 1988, тяхната популярност и престиж намаляват в средата на 90-те, но в началото на 21 век се забелязва известен растеж в интереса към тях.

## Награди
| №  | Дата                | Град       |
| -- | ------------------- | ---------- |
| 1  | 26 ноември 1988 г.  | Берлин     |
| 2  | 25 ноември 1989 г.  | Париж      |
| 3  | 2 декември 1990 г.  | Глазгоу    |
| 4  | 1 декември 1991 г.  | Потсдам    |
| 5  | 25 ноември 1992 г.  | Потсдам    |
| 6  | 4 декември 1993 г.  | Потсдам    |
| 7  | 27 ноември 1994 г.  | Берлин     |
| 8  | 12 ноември 1995 г.  | Берлин     |
| 9  | 8 ноември 1996 г.   | Берлин     |
| 10 | 7 декември 1997 г.  | Берлин     |
| 11 | 4 декември 1998 г.  | Лондон     |
| 12 | 4 декември 1999 г.  | Берлин     |
| 13 | 2 декември 2000 г.  | Париж      |
| 14 | 1 декември 2001 г.  | Берлин     |
| 15 | 7 декември 2002 г.  | Рим        |
| 16 | 6 декември 2003 г.  | Берлин     |
| 17 | 11 декември 2004 г. | Барселона  |
| 18 | 3 декември 2005 г.  | Берлин     |
| 19 | 2 декември 2006 г.  | Варшава    |
| 20 | 1 декември 2007 г.  | Берлин     |
| 21 | 6 декември 2008 г.  | Копенхаген |
| 22 | 12 декември 2009 г. | Бохум      |
| 23 | 4 декември 2010 г.  | Талин      |
| 24 | 3 декември 2011 г.  | Берлин     |
| 25 | 1 декември 2012 г.  | Валета     |
| 26 | 7 декември 2013 г.  | Берлин     |
| 27 | 13 декември 2014 г. | Рига       |
| 28 | 12 декември 2015 г. | Берлин     |
| 29 | 10 декември 2016 г. | Вроцлав    |
| 30 | 9 декември 2017 г.  | Берлин     |
| 31 | 15 декември 2018 г. | Севиля     |
| 32 | 7 декември 2018 г.  | Берлин     |

Филм
- Най-добър филм (1988 – )
- Откритие на годината (1988 – )
- Най-добър документален филм (1989 – )
- Най-добър анимационен филм (2009 – )
- Най-добра комедия (2013 – )
- Европейска филмова награда за най-добър късометражен филм (1998 – )

Индивидуални
- Най-добър режисьор
- Най-добър актьор
- Най-добра актриса
- Най-добър сценарист
- Най-добър композитор
- Най-добър монтажист
- Най-добър оператор

Специални
- Постижение в световното кино
- Цялостни постижения

Неактивни
- Неевропейски филм
- Награда на публиката за най-добър европейски режисьор
- Награда на публиката за най-добър европейски актьор
- Награда на публиката за най-добра европейска актриса